# Chiến binh bất tử
Immortals (tiếng Việt: Chiến binh bất tử) là bộ phim thần thoại giả tưởng 3D của đạo diễn Tarsem Singh. Bộ phim có sự tham gia của các diễn viên chính như Henry Cavill, Freida Pinto và Mickey Rourke. Ngoài ra còn có sự tham gia của các diễn viên ngôi sao khác như Luke Evans, Steve Byers, Kellan Lutz, Joseph Morgan, Stephen Dorff, Daniel Sharman, Alan van Sprang, Isabel Lucas, Corey Sevier và John Hurt. Trước khi lấy tên chính thức là Immortals, bộ phim đã được đặt tên là Dawn of War và War of the Gods, dựa theo thần thoại Hy Lạp về Theseus, Minotaur và Titanomachy.
Bộ phim được hãng Universal Pictures và Relativity Media phát hành dưới dạng 2D và 3-D (sử dụng Real D 3D và định dạng Digital 3D) vào ngày 11 tháng 11 năm 2011.

## Nhạc phim
Các bài hát được sáng tác bởi Trevor Morris và được phát hành vào ngày 8 tháng 11 năm 2011.
| Track listing | Track listing                    | Track listing |
| STT           | Nhan đề                          | Thời lượng    |
| ------------- | -------------------------------- | ------------- |
| 1.            | "Immortal and Divine"            | 1:30          |
| 2.            | "War in the Heavens"             | 2:32          |
| 3.            | "Hyperion's Siren"               | 3:47          |
| 4.            | "Witness Hell"                   | 1:56          |
| 5.            | "To Mount Olympus"               | 2:54          |
| 6.            | "Enter the Oracles"              | 2:30          |
| 7.            | "Theseus and Phaedra"            | 1:37          |
| 8.            | "Poseidon's Leap"                | 1:24          |
| 9.            | "This Is Your Calling"           | 1:31          |
| 10.           | "Theseus Fights the Minotaur"    | 2:13          |
| 11.           | "Theseus Fires the Bow"          | 2:16          |
| 12.           | "My Own Heart"                   | 3:03          |
| 13.           | "Zeus' Punishment"               | 2:27          |
| 14.           | "Ride to the Gates"              | 1:00          |
| 15.           | "In War Fathers Bury Their Sons" | 1:05          |
| 16.           | "The Gods Chose Well"            | 1:18          |
| 17.           | "Fight So Your Name Survives"    | 3:07          |
| 18.           | "Battle in the Tunnels"          | 2:44          |
| 19.           | "Immortal Combat"                | 3:34          |
| 20.           | "Do Not Forsake Mankind"         | 4:33          |
| 21.           | "Apotheosis"                     | 1:44          |
| 22.           | "Sky Fight/End Credits"          | 2:22          |

## Giải thưởng
| Năm  | Giải thưởng  | Thể loại                        | Người nhận                                             | Kết quả | Nguồn |
| ---- | ------------ | ------------------------------- | ------------------------------------------------------ | ------- | ----- |
| 2012 | Giải Sao Thổ | Phim kỳ ảo hay nhất             | Immortals                                              | Đề cử   | [ 4 ] |
| 2012 | Giải Sao Thổ | Thiết kế sản xuất xuất sắc nhất | Tom Foden                                              | Đề cử   | [ 4 ] |
| 2012 | Giải Sao Thổ | Hóa trang xuất sắc nhất         | Annick Chartier, Adrien Morot, and Nikoletta Skarlatos | Đề cử   | [ 4 ] |